# Reorganització de la regió de París de 1964

La creació dels departaments de París, dels Alts del Sena, de la Sena Saint-Denis, del Val-de-Marne, de l'Essonne, des Yvelines, de la Val-d'Oise a partir dels departametns de Sena i Sena i Oise en 1968

La reorganització de la regió de París és una modificació de l'administració territorial del districte de la regió parisenca, que fou fixat per una llei promulgada el 10 de juliol de 1964. Un decret d'aplicació fixà la seva entrada en vigor l'1 de gener de 1968.
Va suprimir els departaments del Sena (substituït pels de París, Alts del Sena, Sena Saint-Denis, Val-de-Marne) i de Sena i Oise (substituït pels d'Essonne, Yvelines, i Val-d'Oise). Sena i Marne es va mantenir al marge d'aquesta reestructuració.

## Reorganització dels departaments

### Desaparició del departament del Sena

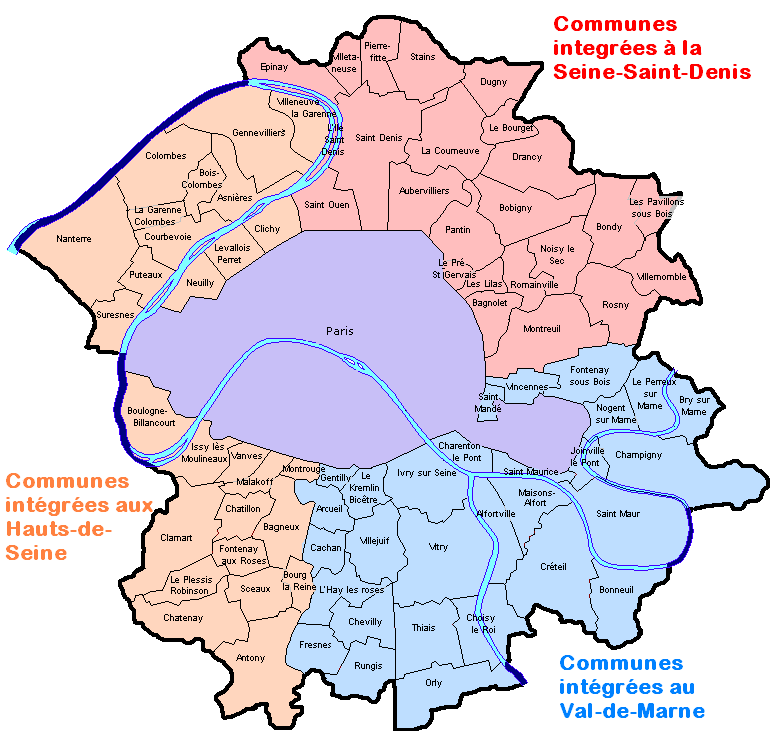
Trencament del departament del Sena en 1968

Amb la supressió del departament del Sena, les 81 comunes van ser repartides entre quatre departaments: París (una comuna), Alts del Sena (27 comunes), Sena Saint-Denis (24 comunes) i Val-de-Marne (29 comunes).

### Desaparició del departament de Sena i Oise
El departament de Sena i Oise, que encerclava totalment el departament del Sena, fou dissolt i repartit entre els nous departaments d'Essonne, Val-d'Oise i Yvelines i transferint algunes comunes als departaments d'Alts del Sena (9 comunes), de la Sena Saint-Denis (16 comunes) i Val-de-Marne (18 comunes).

### Prefectes delegats
En 1964 es va dictar un decret per a permetre el nomenament de prefectes delegats encarregats d'organitzar els nous departaments, que havien de tenir existència efectiva en 1968. Els prefectes nomenats foren els següents
- Prefecte delegat per Sena Saint-Denis: Henri Bouret
- Prefecte delegat per Alts del Sena: Claude Boitel
- Prefecte delegat pel Val-de-Marne: Paul Camous i després Lucien Lanier[8]
- Prefecte delegat per l'Essonne: Alfred Diefenbacher i després Christian Orsetti[8]
- Prefecte delegat per la Val-d'Oise: André Chadeau i després Maurice Paraf[9]

En 1968 aquests prefectes delegats foren nomenats prefectes dels nous departaments creats.

### Capitals
Les capitals dels departaments recién creats foren fixades per decret en 1965:
- Alts del Sena: Nanterre
- Sena Saint-Denis: Bobigny
- Val-de-Marne: Créteil
- Essonne: Évry-Petit-Bourg
- Yvelines: Versalles
- Val-d'Oise: Pontoise (tanmateix la seu de la prefectura es troba a territori de Cergy)

## Reorganització de les circumscripcions legislatives
La desaparició dels departaments del Sena i Sena i Oise va comportar necessàriament la reorganizació de les circumscripcions legislatives. La llei del 12 de juliol de 1966 ha modificat els límits de les circumscripcions.
Des del 1958 el departament del Sena era dividit en 55 circumscripcions legislatives, de les que les 31 primeres eren de la ciutat de París. Aquestes primeres no foren pas modificades, i les circumscripcions 32 a 55 foren readscrites als nous departaments. El departament de Sena i Oise tenia 18 circumscripcions legislatives, que patiren modificacions tant en el seu nombre com en els seus límits per la llei del 12 de juliol de 1966 que preveia augmentar el nombre de diputats de la França metropolitana de 465 a 470. A la regió parisenca passaren de 73 a 78.
- París: 31 circumscripcions
- Essonne: 4 circumscripcions
- Alts del Sena: 13 circumscripcions
- Sena Saint-Denis: 9 circumscripcions
- Val-de-Marne: 8 circumscripcions
- Val-d'Oise: 5 circumscripcions
- Yvelines: 8 circumscripcions

## Elecció dels senadors
El nombre total de senadors ha stat modificat per la reorganització de la regió parisenca. Per la llei de 12 de juliol de 1966 el nombre de senadors de la metròpoli passaren de 255 a 264, i aquests nou escons suplementaris foren atribuïts a la regió parisenca.
Després de les eleccions senatorials franceses de 1959 el departament del Sena hi aportava 22 senadors i Sena i Oise en designava 8. El nombre total d'escons de la regió parisenca passà de 30 a 39. Han estat mantinguts en la sèrie C per a la renovació trianual de la cambra. En aquests set departaments s'hi ha conservat l'escrutini proporcional, de la mateixa manera que a Val-d'Oise, Yvelines i Essonne bascularien vers un mode d'escrutini majoritari a dues voltes. Aquesta excepció fou suprimida en 2003, quan per llei foren limitats a quatre senadorss.
- París: 12 escons
- Essonne: 3 escons
- Alts del Sena: 7 escons
- Sena Saint-Denis: 5 escons
- Val-de-Marne: 5 escons
- Val-d'Oise: 3 escons
- Yvelines: 4 escons